# Прапор Балаклавського району
Пра́пор Балакла́вського райо́ну затверджений 28 травня 2004 р. рішенням Балаклавської районної ради. У рішенні символ названий як «прапор міста Балаклави», хоча від 1957 р. Балаклава не існує як окреме місто, а був утворений Балаклавський район у місті Севастополі.
Автори — О. Маскевич, М. Харута та В. Коновалов.

## Опис прапора
Прямокутне полотнище зі співвідношенням сторін 2:3, яке складається з 5-и горизонтальних смуг: червоної, білої, зеленої, жовтої і синьої (співвідношення їх ширин рівне 5:10:1:1:3). У центрі білої смуги — герб міста.